# Avenida General Paz
Dieser Artikel wurde aufgrund von inhaltlichen Mängeln auf der Qualitätssicherungsseite des WikiProjekts Straßen eingetragen. Dies geschieht, um die Qualität der Artikel aus dem Themengebiet Straßen auf ein akzeptables Niveau zu bringen. Bitte hilf mit, die inhaltlichen Mängel dieses Artikels zu beseitigen, und beteilige dich bitte an der Diskussion!
Die Avenida General Paz (offizieller Name Ruta Nacional A001) ist eine 32 km lange Schnellstraße, die um Buenos Aires herumführt. Sie folgt dabei grob der Grenze zwischen der Hauptstadt und der Provinz Buenos Aires und ist eine der wenigen gebührenfreien Schnellstraßen in Argentinien. Größtenteils hat sie drei Spuren in jeder Richtung, zwischen der Ruta Panamericana und dem Río de la Plata ist sie fünfspurig. 

## Geschichte
Das Gesetz Nr. 2089 von 1887 bestimmte die Stadtgrenzen von Buenos Aires. Artikel sechs legte den Bau einer Straße entlang der Stadtgrenze fest. Für eine gerade Streckenführung wurde hierfür Land zwischen der Stadt und der Provinz Buenos Aires ausgetauscht. 
Die neue Straße wurde nach José María Paz benannt und von Pascual Palazzo entworfen. Der Bau wurde von José María Zaballa Carbó durchgeführt. Die Avenida General Paz war die erste Schnellstraße des Landes. Zunächst hatte die Avenida vier Spuren, zwei pro Richtung. Die Arbeiten wurden am 8. Juni 1937 begonnen und am 5. Juli 1941 abgeschlossen. In den 1970ern wurde der Kreisverkehr an der Avenida del Libertador durch ein Kleeblatt-Autobahnkreuz ersetzt. 
1996 wurde die Avenida modernisiert und dabei auf drei Spuren pro Fahrtrichtung erweitert. 